# إسحاق غرينوود
إسحاق غرينوود (بالإنجليزية: Isaac Greenwood) هو رياضياتي أمريكي، ولد في 11 مايو 1702 في بوسطن في الولايات المتحدة، وتوفي في 22 أكتوبر 1745 في تشارلستون في الولايات المتحدة.